# Johannes Peter Müller
Johannes Peter Müller (Coblença, 14 de julho de 1801 — Berlim, 28 de abril de 1858) foi um fisiologista alemão, anatomista comparativo, ictiologista e herpetologista, conhecido não apenas por suas descobertas, mas também por sua capacidade de sintetizar conhecimento. O ducto paramesonéfrico (ducto de Müller) foi nomeado em sua homenagem.

## Vida

### Primeiros anos e educação
Müller nasceu em Coblença. Era filho de um pobre sapateiro, e estava prestes a ser aprendiz de seleiro quando seus talentos chamaram a atenção de seu professor, e ele se preparou para se tornar um Padre Católico Romano. Durante seu curso no colégio em Coblença, dedicou-se aos clássicos e fez suas próprias traduções de Aristóteles. Inicialmente, sua intenção era se tornar padre.
Quando tinha dezoito anos, seu amor pela ciência natural tornou-se dominante, e ele se voltou para a medicina, ingressando na Universidade de Bonn em 1819. Lá, recebeu seu M.D. em 1822. Em seguida, estudou na Universidade de Berlim. Ali, sob a influência de G. W. F. Hegel e Karl Rudolphi, foi induzido a rejeitar todos os sistemas de fisiologia que não eram baseados em uma estrita observação da natureza. Ele se habilitou lá em 1824.

### Resumo da carreira
Tornou-se Privatdozent de fisiologia e anatomia comparada na Universidade de Bonn em 1824, professor extraordinário de fisiologia em 1826 e professor ordinário em 1830. Em 1833, foi para a Universidade de Berlim, onde ocupou a cadeira de anatomia e fisiologia até sua morte.

### Primeiras pesquisas
Müller fez contribuições em numerosos domínios da fisiologia, em particular aumentando a compreensão da voz, fala e audição, bem como as propriedades químicas e físicas da linfa, quilo e sangue. Seus primeiros trabalhos importantes, Zur vergleichenden Physiologie des Gesichtssinns (Sobre a fisiologia comparativa da visão, Leipzig, 1826) e Über die phantastischen Gesichtserscheinungen (Sobre alucinações visuais, Coblença, 1826), são de uma tendência filosófica subjetiva. O primeiro trabalho diz respeito aos fatos mais importantes sobre a visão humana e animal, o segundo sonda profundidades de difíceis problemas psicológicos. Ele logo se tornou líder na ciência do tratamento morfológico da zoologia, bem como da fisiologia experimental. À sua pesquisa (1830) se deve o estabelecimento da teoria da ação reflexa.

### Elementos de Fisiologia
No século anterior ao trabalho de Müller, muitas contribuições para a ciência fisiológica haviam sido feitas. Müller deu ordem a esses fatos, desenvolveu princípios gerais e mostrou aos fisiologistas como as descobertas recentes em física e química poderiam ser aplicadas ao seu trabalho.
O aparecimento de sua magnum opus, Handbuch der Physiologie des Menschen, entre 1833 e 1840 (traduzido para o inglês como Elements of Physiology por William Baly, e publicado em Londres 1837-1843) marcou o início de um novo período no estudo da fisiologia. Nele, pela primeira vez, os resultados da anatomia humana e comparativa, assim como da química e outros departamentos da ciência física, e ferramentas como o microscópio, foram aplicados à investigação de problemas fisiológicos.
A parte mais importante da obra foi a que tratava da ação nervosa e do mecanismo dos sentidos. Aqui ele afirmou o princípio, previamente reconhecido mas não declarado tão claramente, de que o tipo de sensação após a estimulação de um nervo sensorial não depende do modo de estimulação, mas da natureza do órgão do sentido. Assim, luz, pressão ou estimulação mecânica atuando na retina e no nervo óptico invariavelmente produzem impressões luminosas. Isso ele denominou de lei das energias específicas do sentido.
O livro tornou-se o principal livro didático em fisiologia durante grande parte do século XIX. Ele manifesta os interesses de Müller em vitalismo, filosofia e rigor científico. Ele discute a diferença entre matéria inorgânica e orgânica. Ele considera em detalhes vários sistemas fisiológicos de uma ampla variedade de animais, mas atribui o todo indivisível de um organismo à presença de uma alma. Ele também propõe que os organismos vivos possuem uma energia vital para a qual as leis físicas nunca podem explicar completamente.
Edward Forbes F.R.S. em seu A History of British Starfishes, and Other Animals of the Class Echinodermata (1841) em seu prefácio refere-se a Müller como "um dos maiores fisiologistas vivos, Müller de Berlim".

### Últimos anos
Na parte final de sua vida, ele se dedicou principalmente à anatomia comparada. Peixes e invertebrados marinhos eram seus temas favoritos. Ele fez 19 viagens ao Báltico e Mar do Norte, ao Adriático e ao Mediterrâneo para investigar a vida marinha. Ele escreveu um trabalho abrangente sobre a anatomia de anfíbios, que em sua era incluía répteis. Além disso, ele descreveu várias novas espécies de cobras.
Müller cunhou o termo desmoide, do grego desmos 'semelhante a tendão', em 1838. No mesmo ano, ele também descreveu tumores filoides, que ele chamou de cistosarcoma filoides. Müller orientou cientistas e fisiologistas ilustres como Hermann von Helmholtz, Emil du Bois-Reymond, Fritz Müller, Theodor Schwann, Friedrich Gustav Jakob Henle, Ernst Wilhelm Brücke, Carl Ludwig e Ernst Haeckel. Em 1834, foi eleito membro estrangeiro da Academia Real Sueca de Ciências. Em 1846, a Sociedade Filosófica Americana o elegeu um Membro internacional.
Müller morreu em Berlim em 1858. Em 1899, uma estátua de bronze por Joseph Uphues foi erguida em sua memória em Coblença.

## Obras
Além de seu Handbuch der Physiologie (traduzido por Baly em 1843: Elements of Physiology), suas publicações incluem:
- De Respiratione Fœtus (Leipzig, 1823), uma dissertação premiada
- Zur vergleichenden Physiologie des Gesichtssinns (1826)
- Über die phantastischen Gesichtserscheinungen (1826)
- Bildungsgeschichte der Genitalien (1830), no qual ele traçou o desenvolvimento do Ducto de Müller
- De glandularum secernentium structura penitiori (1830)
- Beiträge zur Anatomie und Naturgeschichte der Amphibien (1832)
- Der Tabak in geschichtlicher, botanischer, chemischer und medizinischer Hinsicht (Berlin, 1832)
- Vergleichende Anatomie der Myxinoiden (1834–1843)
- Ueber die organischen Nerven der erectilen männlichen Geschlechtsorgane… (Berlin, 1835)
- Ueber den feineren Bau der krankhaften Geschwülste (Sobre os detalhes estruturais de tumores malignos, Coblença, 1838), inacabado — um uso pioneiro da pesquisa microscópica na investigação da anatomia patológica
- Systematische Beschreibung der Plagiostomen (1841) com F. G. J. Henle
- System der Asteriden. Braunschweig: Friedrich Vieweg und Sohn (1842) com F. H. Troschel
- Horae ichthyologicae (1845–1849) com Troschel
- Über die fossilen Reste der Zeuglodonten… (1848)
- Über Synopta digitata und über die Erzeugung von Schnecken in Holothurien (1852)

Após a morte de J. F. Meckel (1781–1833), ele editou o Archiv für Anatomie und Physiologie.